# Hartjesdag

Johan Braakensiek: Hartjesdag (1926) Amsterdam Museum

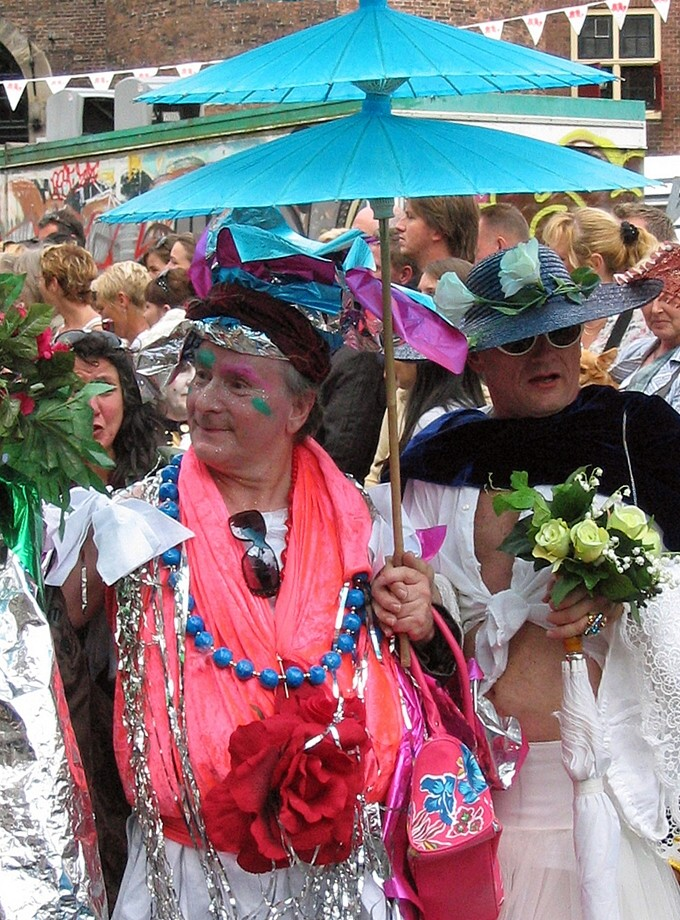
Hartjesdagen 2007 mit dem Performance-Künstler Fabiola (links)

Der Hartjesdag (dt. Herzentag) ist ein Feiertag in den Niederlanden am dritten Montag im August und wird in Haarlem, Bloemendaal und in Amsterdam, insbesondere rund um den Haarlemmerplein und in den Stadtteilen Jordaan und Dapperbuurt gefeiert. Im Zentrum von Amsterdam auf dem Zeedijk und am Nieuwmarkt sind die Hartjesdagen eine mehrtägige Veranstaltung, deren Höhepunkt eine Parade von Drag Queens und Drag Kings ist.

## Wortherkunft
Die Herkunft des Wortes Hartjesdag ist nicht geklärt. Hartjesdag könnte eine Verballhornung von Hertjesdag (dt. Hirschtag) sein. An diesem Festtag soll es im Mittelalter der einfachen Landbevölkerung erlaubt gewesen sein, in den Wäldern rund um Haarlem Hirsche zu jagen, was normalerweise dem Adel vorbehalten war. Die erlegten Tiere hätte man dann auf der Straße gebraten und gegessen.
Nach einer anderen Theorie war der Hartjesdag ursprünglich der germanischen Erdgöttin Hertus gewidmet. Am Hartjesdag, der am Ende der Erntezeit lag, soll die Erdgöttin mit Freudenfeuern geehrt worden sein. Bereits der römische Historiker Tacitus würde in seiner ethnografischen Schrift Germania solche Erntedankfeiern zu Ehren der Erdgöttin Hertus beschreiben. Allerdings liegt hier eine falsche Lesung vor, denn bei Tacitus wird die Erdgöttin als Nerthus bezeichnet. Ein hölzerner Tempel am Ufer der Spaarne an der Stelle des heutigen Haarlem soll der Erdgöttin geweiht gewesen sein.

## Geschichte
Am Hartjesdag wurden Feuer geschürt und Kinder sammelten Geld für ein Feuerwerk, das am Abend gezündet wurde. Später entwickelte sich daraus eine Art Karneval, an dem in den Straßen gesungen, getanzt und viel getrunken wurde. Männer verkleideten sich als Frauen und Frauen als Männer. Dieses Fest wurde auch rund um den Zeedijk in Amsterdam gefeiert. Der Hartjesdag geriet manchmal außer Kontrolle, vor allem in den Abendstunden. Im 19. Jahrhundert gab es jedes Jahr Berichte über „schreckliche Trunkenheit und ungezügelte Ausschweifungen“ in den Stadtvierteln Jordaan und Haarlemmerdijkbuurt. Johan Braakensiek (1858–1940) fertigte 1895 einen Druck und 1926 ein Ölgemälde an, die das Fest zum Gegenstand haben.
1943 wurde der Hartjesdag von den deutschen Besatzern verboten. Nach dem Krieg geriet das Fest in Vergessenheit.
1997 beschloss der Nachbarschaftsverband Zeedijk eine Wiederbelebung des Festtags. Seitdem werden die originellsten Kostüme von Männern in Frauenkleidung und Frauen in Männerkleidung prämiert. Im Laufe der Jahre wurde das Ereignis auf mehrere Tage ausgedehnt, die als die Hartjesdagen (dt. Herzentage) populär wurden. Insbesondere die Hartjesparade, eine Parade von Dragqueens, Dragkings und anderen kostümierten Männern und Frauen, zog nun jedes Jahr Zehntausende von Menschen an.